# Матина (Бразилия)
Матина (порт. Matina) — муниципалитет в Бразилии, входит в штат Баия. Составная часть мезорегиона Юго-центральная часть штата Баия. Входит в экономико-статистический микрорегион Гуанамби. Население составляет 11 230 человек на 2006 год. Занимает площадь 773,386 км². Плотность населения — 14,5 чел./км².

## Статистика
- Валовой внутренний продукт на 2003 год составляет 16 375 536,00 реалов (данные: Бразильский институт географии и статистики).
- Валовой внутренний продукт на душу населения на 2003 год составляет 1519,63 реалов (данные: Бразильский институт географии и статистики).
- Индекс развития человеческого потенциала на 2000 год составляет 0,592 (данные: Программа развития ООН).